# Wolfgang Heinig

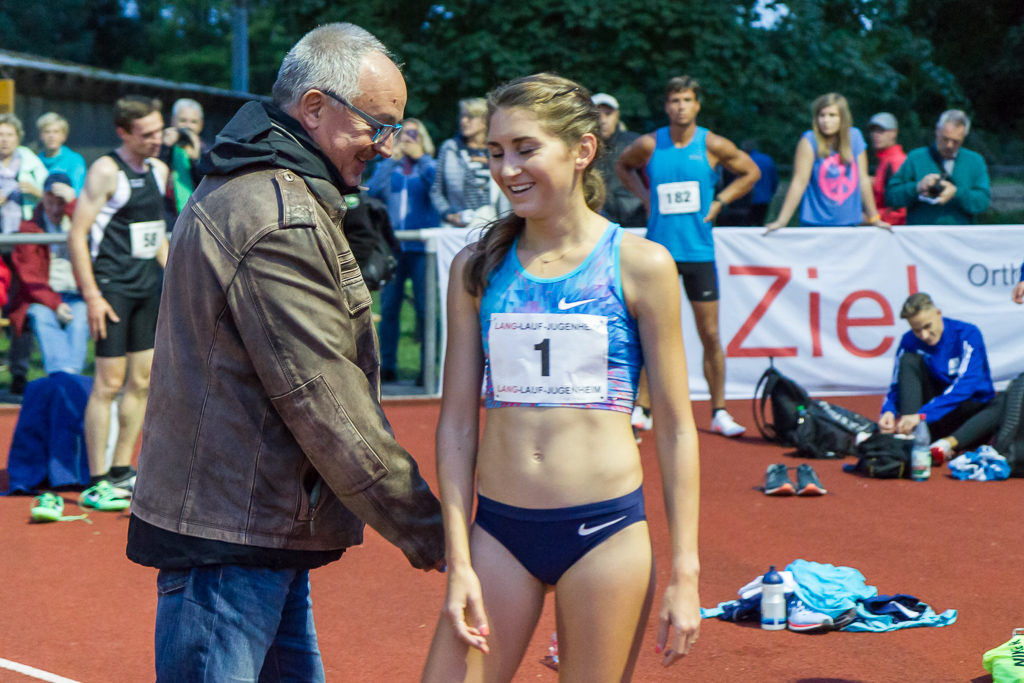
Wolfgang Heinig (links) und die von ihm trainierte Gesa Krause beim Abendsportfest in Pfungstadt (2017)

Wolfgang Heinig (* 27. Februar 1951 in Torgau) ist ein deutscher Leichtathletiktrainer.

## Leben
Heinig besuchte von 1965 bis 1971 die Kinder- und Jugendsportschule in Leipzig, als Aktiver waren seine Bestzeiten über 100 Meter 10,8 Sekunden und über 200 Meter 22,0 Sekunden. Nach dem Abschluss seines Sportstudiums 1975 war er zunächst als Jugendtrainer tätig, ehe er an der Deutschen Hochschule für Körperkultur (DHfK) in Leipzig Leistungssportler betreute, darunter seine spätere Ehefrau Katrin Dörre-Heinig. Seit 1992 ist er mit der ehemaligen deutschen Langstreckenläuferin verheiratet. Sie leben gemeinsam in Erbach (Odenwald).
Von 2013 bis Ende 2016 war er Leitender Bundestrainer Lauf/Gehen und Bundestrainer Langstrecke/Marathon beim Deutschen Leichtathletik-Verband sowie hessischer Landestrainer Lauf und trainierte unter anderem bei Eintracht Frankfurt die Junioreneuropameisterin von 2011 im 3000-Meter-Hindernislauf, Gesa Felicitas Krause, den Mittelstrecken- und Marathonläufer Homiyu Tesfaye und seine Tochter Katharina Heinig. Nach seinem Abschied als Bundestrainer Ende 2016 blieb er Trainer am Bundesstützpunkt in Frankfurt. Von 1990 bis 2004 war er schon einmal Bundestrainer für die Langstrecken und Marathon.